# Xanthocanace nigrifrons
Xanthocanace nigrifrons är en tvåvingeart som beskrevs av Malloch 1924. Xanthocanace nigrifrons ingår i släktet Xanthocanace och familjen Canacidae. Inga underarter finns listade i Catalogue of Life.